# Рюті (Санкт-Галлен)
Рюті (нім. Rüthi) — громада  в Швейцарії в кантоні Санкт-Галлен, виборчий округ Райнталь.

## Географія
Громада розташована на відстані близько 165 км на схід від Берна, 19 км на південний схід від Санкт-Галлена.
Рюті має площу 9,3 км², з яких на 14,2% дозволяється будівництво (житлове та будівництво доріг), 47,4% використовуються в сільськогосподарських цілях, 33% зайнято лісами, 5,4% не є продуктивними (річки, льодовики або гори).

## Демографія
2019 року в громаді мешкало 2412 осіб (+17,9% порівняно з 2010 роком), іноземців було 23,1%. Густота населення становила 259 осіб/км².
За віковим діапазоном населення розподілялося таким чином: 21,8% — особи молодші 20 років, 63,1% — особи у віці 20—64 років, 15,2% — особи у віці 65 років та старші. Було 1000 помешкань (у середньому 2,4 особи в помешканні).
Із загальної кількості 1086 працюючих 51 був зайнятий в первинному секторі, 636 — в обробній промисловості, 399 — в галузі послуг.